# کونگ لائو
کونگ لائو (به چینی: 空佬) (به انگلیسی: Kung Lao) یکی از شخصیت‌های سری بازی‌های مورتال کامبت است. کونگ لائو نخستین با در سال ۱۹۹۳ در این بازی ظاهر شد.